# Provincia de Ngozi
La Provincia de Ngozi es una de las diecisiete provincias de Burundi. Cubre un área de 1.474 km² y alberga una población de 900000 personas. La capital es Ngozi.

## Comunas con población en agosto de 2008
- Busiga 65,143
- Gashikanwa 57,086
- Kiremba 93,336
- Marangara 67,832
- Mwumba 61,584
- Ngozi 120,557
- Nyamurenza 57,202
- Ruhororo 62,337
- Tangara 75,640